# Kazimierz Dolny
Kazimierz Dolny történelmi kisváros Lengyelország, a Lublini vajdaság Puławy járásában.

## Történelme
A település kezdetei a 11. századra nyúlnak vissza. Az egyik dombon volt egy Wietrzna Góra nevű település, amely a bencésekhez tartozott. Egy oklevélben először 1249-ben említik. 1325-ben I. Ulászló lengyel király templomot alapított, a mai plébániatemplomot. A 14. század első felében várat építettek, városi jogokat kapta. 1501-ben a város egy sztaroszta székhelye lett. 1628-ban a Kisebb Testvérek Rendje letelepedtek Kazimierz Dolny-ban, és kolostort építettek. A város hanyatlása 1656-ban kezdődött, amikor a svéd csapatok felgyújtották és kifosztották.

## Képek

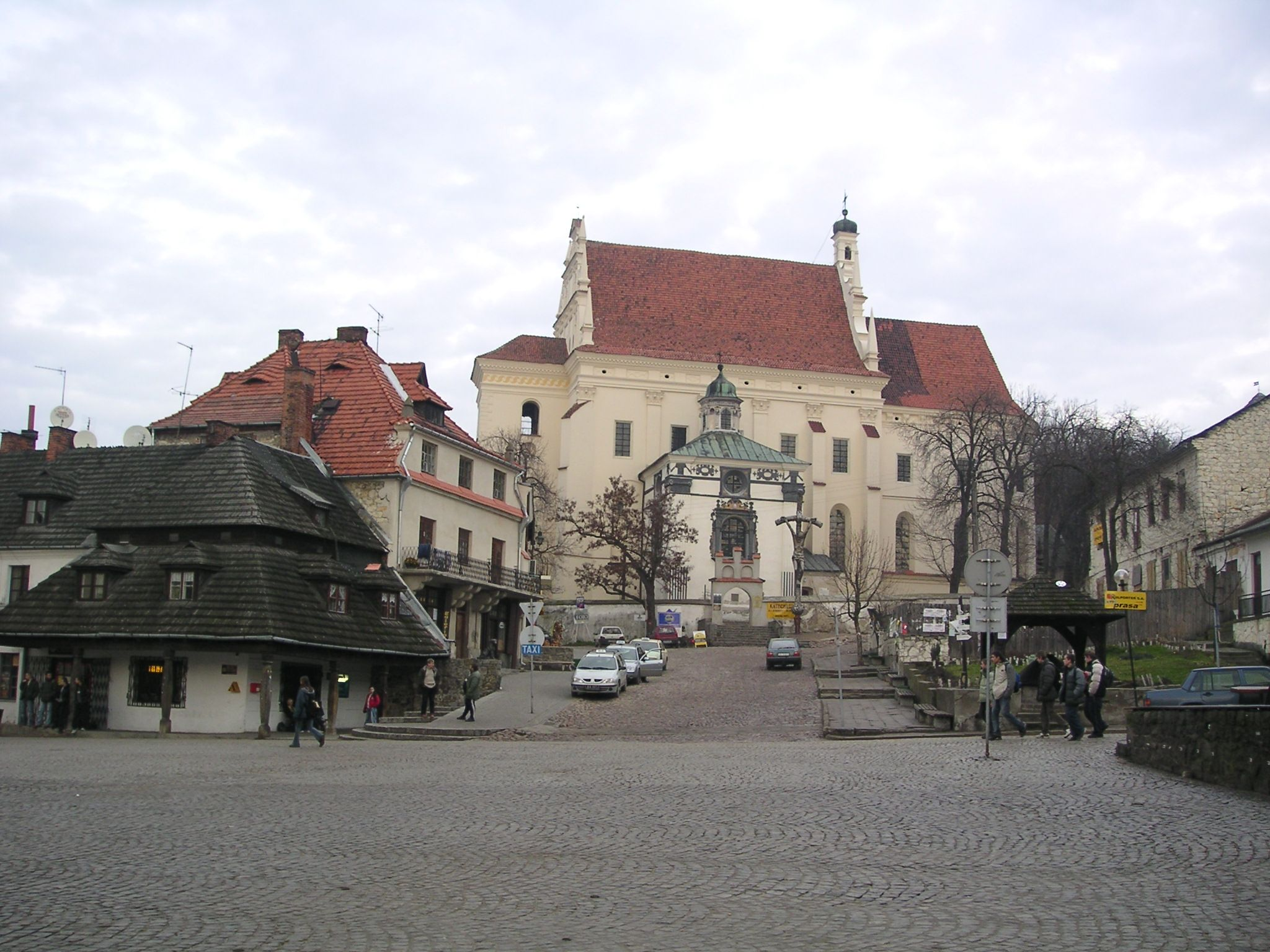
A plébániatemplom
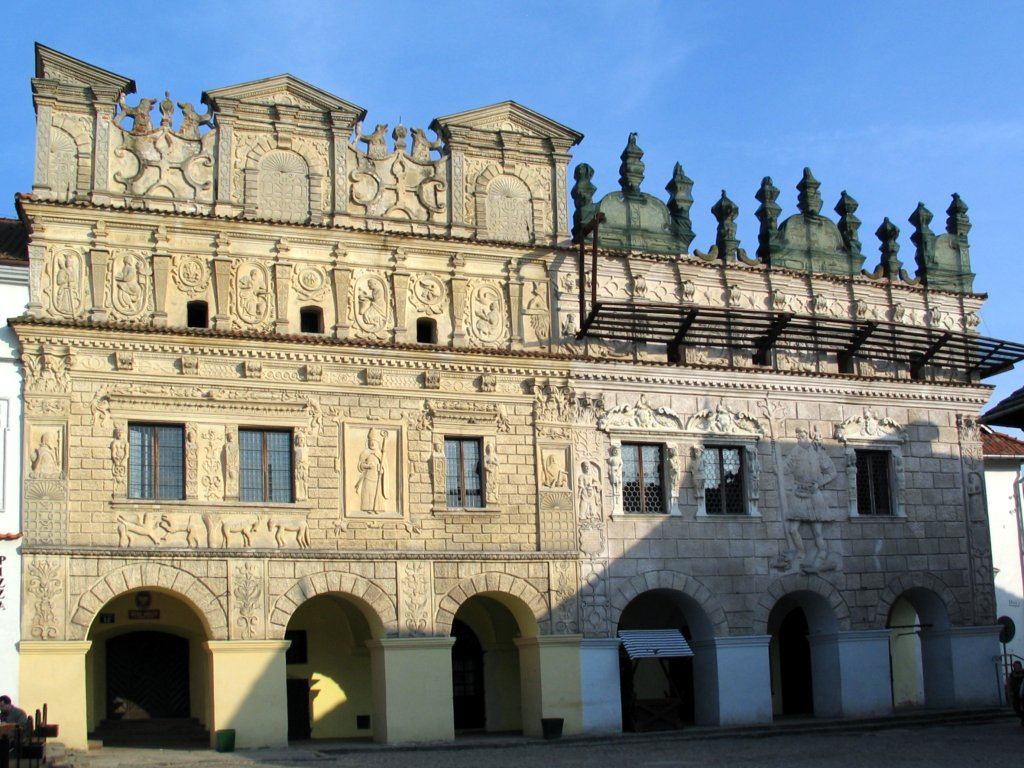
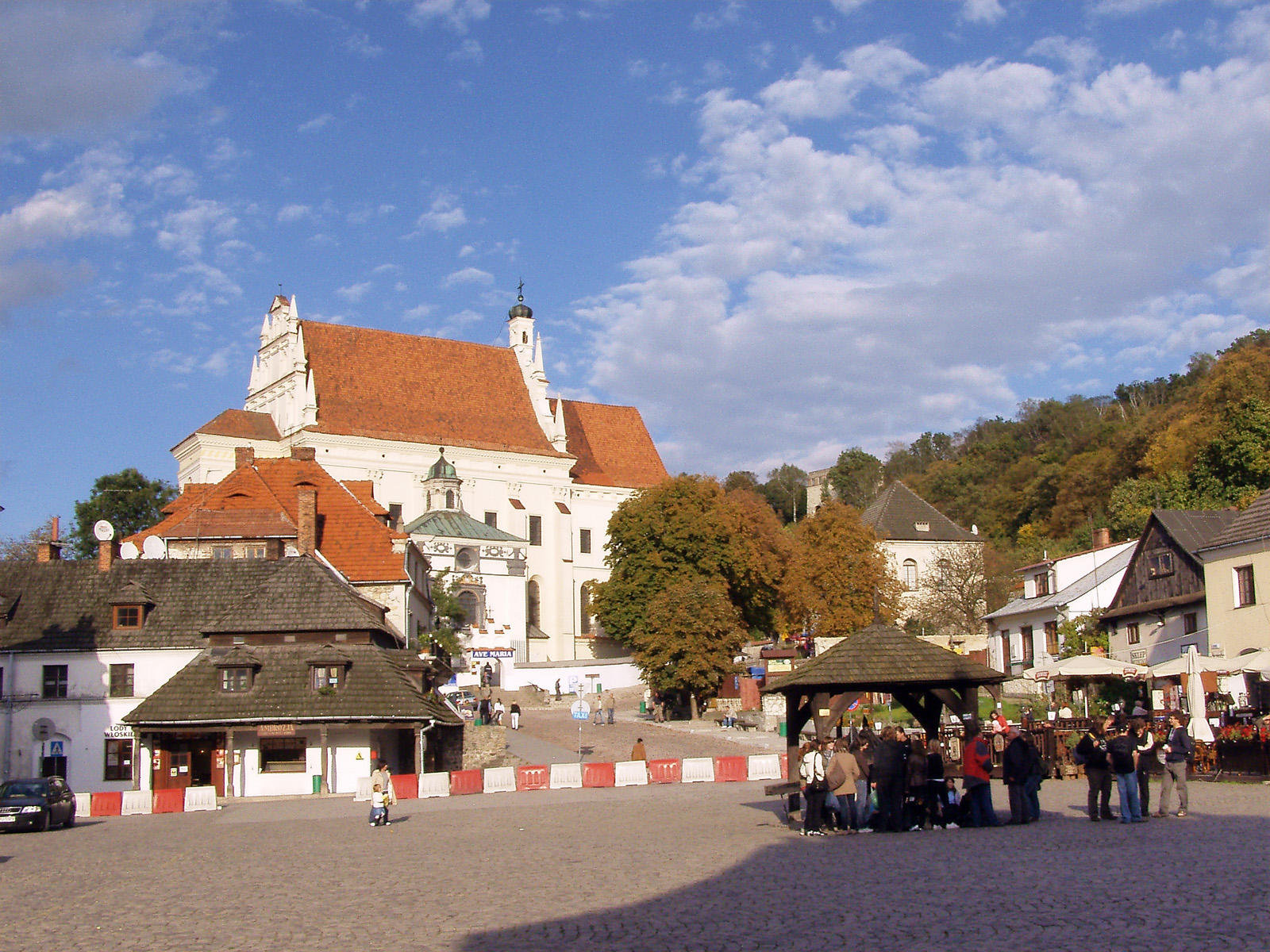
Piactér a plébániatemplommal
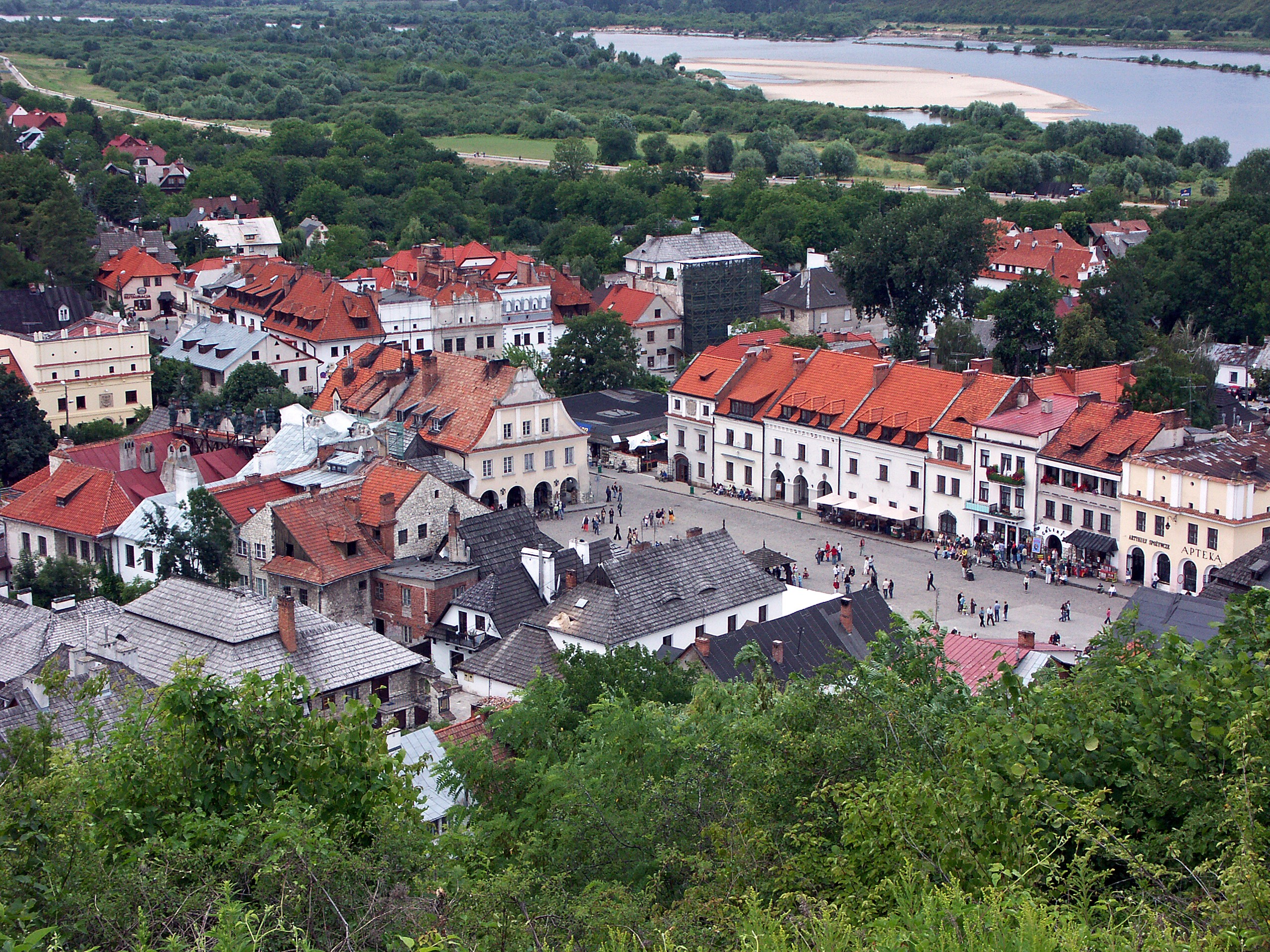
A piactér
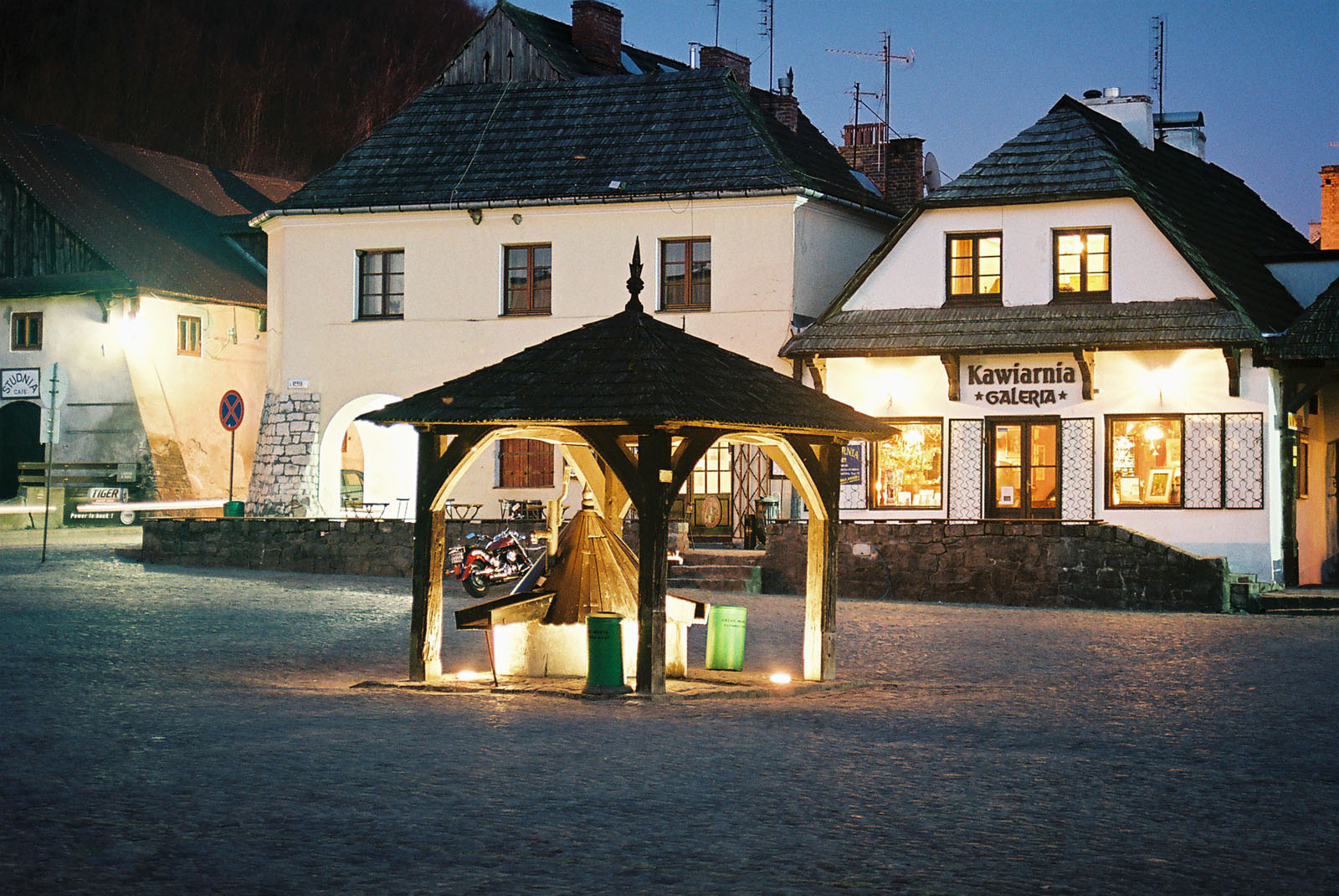
Kút a piactéren

## Fordítás
- Ez a szócikk részben vagy egészben  a   Kazimierz Dolny című német Wikipédia-szócikk fordításán alapul.  Az eredeti cikk szerkesztőit annak laptörténete sorolja fel. Ez a jelzés csupán a megfogalmazás eredetét és a szerzői jogokat jelzi, nem szolgál a cikkben szereplő információk forrásmegjelöléseként.

## Testvérvárosai
- Hortobágy
- Szklarska Poręba
- Staufen im Breisgau
- Berlin-Steglitz
- Pahiatua